# Топич, Мирко
Ми́рко То́пич (серб. Мирко Топић; родился 5 февраля 2001) — сербский футболист, полузащитник клуба «Норвич Сити» и национальной сборной Сербии.

## Клубная карьера
Мирко родился в Нови-Саде и начал футбольную карьеру в академии местного клуба «Войводина» в возрасте десяти лет. В основном составе «красно-белых» дебютировал 11 мая 2019 года в матче сербской Суперлиги против «Партизана». 13 ноября 2019 года забил свой первый гол за «Войводину» в матче против «Рада».

## Карьера в сборной
Выступал за сборные Сербии до 18, до 19 лет и до 21 года.

## Достижения
Войводина
- Обладатель Кубка Сербии: 2019/20